# Гулиев, Рамиль Эльдар оглы
Рами́ль Эльда́р оглы́ Гули́ев (азерб. Ramil Eldar oğlu Quliyev; род. 29 мая 1990, Баку) — турецкий легкоатлет азербайджанского происхождения, спринтер, рекордсмен Азербайджана и Турции на дистанциях 60 и 200 метров. Обладатель юниорского европейского рекорда в 20,04 секунды, установленного на всемирной универсиаде в Белграде в 2009 году и рекорда чемпионатов Европы (19,76 секунды). Первый легкоатлет Турции и первый азербайджанец, ставший чемпионом мира по лёгкой атлетике.

## Биография
Родился 29 мая 1990 года в Баку. По национальности — азербайджанец. Первым тренером спортсмена был его отец — Эльдар Гулиев. После смерти отца тренером является Олег Мухин.
В 2010 году, будучи ещё гражданином Азербайджана, Гулиев заключил годовой контракт с турецким клубом «Фенербахче». Этот сезон для Гулиева, по его же словам, стал «очень неудачным». Так, из-за сердечного приступа скончался отец и тренер спортсмена Эльдар Гулиев, а также случилась травма. Из-за этого Гулиев вынужден был пропустить чемпионат Европы в Барселоне.
С 4 апреля 2011 года имеет турецкое гражданство, и с этого момента все результаты засчитываются за Турцию. По словам Гулиева, ему пришлось покинуть Азербайджан, поскольку «Федерация легкой атлетики вообще не помогала, ни со стипендией, ни с тренировками». Кроме Турции у Гулиева был вариант выступать и за Россию, однако руководители российской федерации, по словам Рамиля, «не довели дело до конца».
Федерация лёгкой атлетики Азербайджана выражала недовольство решением Гулиева сменить спортивное гражданство, однако не смогла воспрепятствовать этому. После отъезда в Турцию, Азербайджан не дал Гулиеву открепление, из-за чего тот на три года попал под карантин и не смог выступать на международных соревнованиях, пропустив в том числе и Олимпийские игры в Лондоне. За этот период Гулиев выступал только на внутренних и небольших коммерческих соревнованиях, что, по словам спортсмена, сказалось на его форме. Также Рамиль Гулиев перенёс операцию на ахилловых сухожилиях, после которой, по его же словам, «очень тяжело восстанавливался», не имея возможности делать ряд упражнений

## Спортивная карьера
Рамиль Гулиев является рекордсменом Азербайджана и Турции в беге на 60, 100, 200 и 300 метров. Помимо этого Гулиев также обладатель лучшего результата в Европе 2009 и 2015 года.
В 2007 году в свои 17 лет Рамиль Гулиев становится серебряным призёром в забеге на 200 метров чемпионата мира среди юношей, проходившего в чешской Остраве. В этом же году в Белграде он становится победителем Европейского юношеского олимпийского фестиваля на двухсотметровке и в забеге на 100 метров. Через два года он завоёвывает золотую и серебряную медали в забегах на 200 и 100 метров на чемпионате Европы среди юниоров, проходившем в городе Нови Сад.
Является победителем и двукратным призёром Всемирных студенческих игр в Белграде 2009 и Кванджу 2015. Двукратный призёр Средиземноморских игр в Мерсине 2013.
На чемпионате мира по легкой атлетике в Берлине 2009 года и чемпионате мира по легкой атлетике в Пекине 2015 года Рамиль Гулиев вышел в финал забега на 200 метров. Комментатор телеканала «Eurosport» так прокомментировал выступление Гулиева в полуфинальном забеге чемпионата мира 2009 в Берлине:
Этот полуфинал, кажется, был посильнее того, в котором бежал Болт. Так как здесь мы увидели тех спортсменов, которые, судя по всему, и будут претендовать на серебряную и бронзовую награду. А Рамиль Гулиев показал себя не просто хорошим, а классным юниором».
Участник летних Олимпийских игр 2008 в Пекине и летних Олимпийских игр 2016 в Рио-де-Жанейро. Так, став серебряным призёром чемпионата мира среди юниоров 2007 года в чешской Остраве, на дистанции 200 метров, с результатом 20,72 секунды, Рамиль Гулиев первым из азербайджанских спортсменов завоевал лицензию на летние Олимпийские игры 2008 года. На этих Олимпийских играх, проходивших на стадионе «Птичье гнездо», Гулиев состязался в беге на 200 метров. 17 августа в предварительном раунде он, показав результат в 20,78 секунды прибежал вторым, опередив Сандро Виану из Бразилии, прибежавшего третьим Чуранди Мартина из Нидерландских Антильских островов, но уступил Обинна Мету из Нигерии, финишировавшего первым. В четвертьфинале же Рамиль, показав результат в 20,66 секунды, занял 5-е место и не смог пробиться в полуфинал.

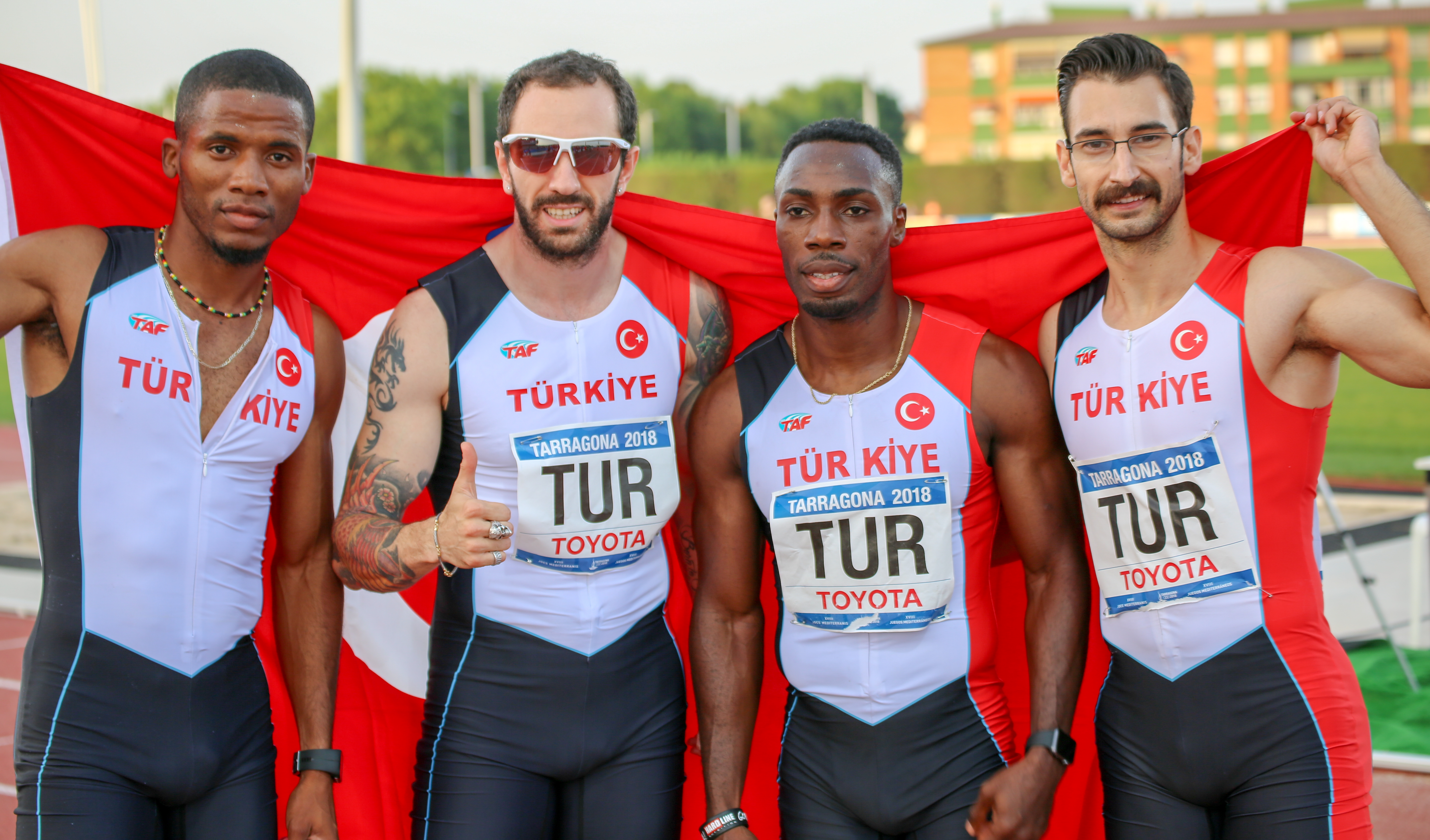
Рамиль Гулиев (второй слева) в составе команды Турции на Средиземноморских играх 2018 года в Таррагоне

В 2016 году в Рио на олимпийском стадионе в полуфинальном забеге среди мужчин на 200 метров с результатом 20,09 пришёл четвёртым, тем самым получив право на участие в финале Олимпийских игр 2016 года в Рио-де-Жанейро. В финале Гулиев занял последнее восьмое место, показав результат 20,43 секунды. В 2016 году на чемпионате Европы в Амстердаме стал вторым на двухсотметровке, пробежав за 20,51 секунды.
Чемпион в забеге на 100 и 200 метров на Исламских играх солидарности 2017.
Чемпион мира в забеге на 200 метров, на чемпионате мира по лёгкой атлетике 2017 года в Лондоне. Свою победу Рамиль Гулиев праздновал под флагами Азербайджана и Турции. Сразу после соревнований Гулиева поздравил президент Турции Реджеп Тайип Эрдоган, а на следующий день — президент Азербайджана Ильхам Алиев.
В 2018 году на чемпионате Европы в Берлине победил на двухсотметровке. Пробежав в финале за 19,76 секунды Рамиль обновил свой лучший результат и установил новый рекорд чемпионатов Европы. А в эстафете 4х100 метров он принес сборной Турции серебряную медаль. У Рамиля был четвертый номер. Ему предстояло завершать эстафету. Именно благодаря Гулиеву, который на последних метрах опередил соперника из Голландии, Турция заняла 2-е место и выиграла серебро.
В 2019 году Рамиль Гулиев получил олимпийскую лицензию, победив на этапе Бриллиантовой лиги в Катаре. Он показал результат в 19,99 секунд на дистанции в 200 метров, что позволило ему отобраться на Олимпийские игры 2020 года в Токио. На чемпионате мира по лёгкой атлетике 2019 года в Дохе занял пятое место.
В ноябре 2024 года объявил о завершении карьеры.
19 декабря 2024 года возглавил юношескую сборную Турции по лёгкой атлетике.

## Личная жизнь
Рамиль Гулиев живёт со своей матерью, которая также переехала к нему в Турцию.
На предплечьях Рамиля Гулиева имеются многочисленные татуировки. Касаемо же того, что они означают, спортсмен в прессе не раскрывает, называя личным.
Рамиль Гулиев ведёт видеоблог на сайте YouTube, выставляя снятые им видеоролики своих тренировок, отвечая на вопросы.
В 2017 году журнал GQ Турция назвал Рамиля Гулиева «Человеком года» в номинации «Спортсмен года».
В 2018 году Гулиев женился на украинке Маргарите Духиной, но вскоре пара развелась.
В 2019 году Рамиль Гулиев женился во второй раз. Он вступил в брак с российской легкоатлеткой Екатериной Завьяловой. В январе 2020 году у Рамиля и Екатерины родилась дочь. В 2021 году Екатерина Гулиева получила право выступать за сборную Турции.

## Личные рекорды
| Дата           | Событие | Город            | Время (с) |
| -------------- | ------- | ---------------- | --------- |
|                |         |                  |           |
| 13 января 2012 | 60 м    | Сумы, Украина    | 6,58      |
| 6 июля 2017    | 100 м   | Бурса, Турция    | 9,97      |
| 9 августа 2018 | 200 м   | Берлин, Германия | 19,76     |
| 27 июля 2016   | 300 м   | Карлстад, Швеция | 32,61     |

## Достижения
| Представляет Турцию      |                                                      |                           |         |         |       |
| 2019                     | Чемпионат мира по лёгкой атлетике 2019               | Доха, Катар               | 5       | 200 м   | 20.07 |
| 2018                     | Чемпионат Европы по лёгкой атлетике 2018             | Берлин, Германия          | 2       | 4х100 м | 37.98 |
| 2018                     | Чемпионат Европы по лёгкой атлетике 2018             | Берлин, Германия          | 1       | 200 м   | 19.76 |
| 2018                     | Средиземноморские игры 2018                          | Таррагона, Испания        | 2       | 4х100 м | 38.50 |
| 2018                     | Средиземноморские игры 2018                          | Таррагона, Испания        | 1       | 200 м   | 20.15 |
| 2017                     | Чемпионат мира по лёгкой атлетике 2017               | Лондон, Великобритания    | 1       | 200 м   | 20.09 |
| 2017                     | Исламские игры солидарности                          | Баку, Азербайджан         | 1       | 100 м   | 10.06 |
| 2017                     | Исламские игры солидарности                          | Баку, Азербайджан         | 1       | 200 м   | 20.08 |
| 2016                     | XXXI Летние Олимпийские игры                         | Рио-де-Жанейро, Бразилия  | 8       | 200 м   | 20.49 |
| 2016                     | Чемпионат Европы по лёгкой атлетике 2016             | Амстердам, Нидерланды     | 2       | 200 м   | 20.51 |
| 2015                     | Чемпионат мира по лёгкой атлетике 2015               | Пекин, Китай              | 6       | 200 м   | 20.11 |
| 2015                     | Всемирная Универсиада                                | Кванджу, Республика Корея | 3       | 100 м   | 10.16 |
| 2015                     | Всемирная Универсиада                                | Кванджу, Республика Корея | 3       | 200 м   | 20.59 |
| 2014                     | Чемпионат Европы по лёгкой атлетике 2014             | Цюрих, Швейцария          | 6       | 200 м   | 20.48 |
| 2013                     | Средиземноморские игры                               | Мерсин, Турция            | 2       | 100 м   | 10.23 |
| 2013                     | Средиземноморские игры                               | Мерсин, Турция            | 2       | 200 м   | 20.46 |
| 2012                     | Международный турнир в закрытых помещениях           | Ливьен, Франция           | 3       | 200 м   | 21.05 |
| 2012                     | Чемпионат Сумской области в закрытых помещениях      | Сумы, Украина             | 1       | 60 м    | 6.58  |
| Представляет Азербайджан |                                                      |                           |         |         |       |
| 2009                     | Чемпионат Европы среди юниоров                       | Нови Сад, Сербия          | 1       | 200 м   | 20.33 |
| 2009                     | Чемпионат Европы среди юниоров                       | Нови Сад, Сербия          | 2       | 100 м   | 10.16 |
| 2009                     | Всемирная Универсиада                                | Белград, Сербия           | 1       | 200 м   | 20.04 |
| 2009                     | Международный турнир                                 | Стамбул, Турция           | 1       | 100 м   | 10.08 |
| 2009                     | Чемпионат Европы по лёгкой атлетике в помещении 2009 | Турин, Италия             | 7       | 60 м    | 6.67  |
| 2009                     | Чемпионат мира по лёгкой атлетике 2009               | Берлин, Германия          | 7       | 200 м   | 20.61 |
| 2008                     | Чемпионат мира по лёгкой атлетике в помещении 2008   | Валенсия, Испания         | 4       | 60 м    | 6.84  |
| 2008                     | XXIX Летние Олимпийские игры                         | Пекин, Китай              | 5 (квл) | 200 м   | 20.66 |
| 2008                     | Чемпионат мира среди юниоров                         | Быдгощ, Польша            | 5       | 200 м   | 21.00 |
| 2007                     | Европейский юношеский олимпийский фестиваль          | Белград, Сербия           | 1       | 100 м   | 10.50 |
| 2007                     | Европейский юношеский олимпийский фестиваль          | Белград, Сербия           | 1       | 200 м   | 20.98 |
| 2007                     | Чемпионат мира среди юношей                          | Острава, Чехия            | 2       | 200 м   | 20.72 |
| 2006                     | Чемпионат мира среди юниоров                         | Пекин, Китай              | 7       | 100 м   | 10.91 |